# Чако, Хито
Хито Чако (алб. Hito Çako; 3 марта 1923, Прогонати, Тепелена, Княжество Албания — 5 декабря 1975, Тирана, Народная Республика Албания) — албанский генерал и коммунистический политик, заместитель министра обороны, начальник Главного политуправления вооружённых сил НРА. Член ЦК АПТ, Народный герой Албании. Был обвинён в ревизионизме и военном заговоре, приговорён к смертной казни и расстрелян.

## Комиссар и командир
Родился в бедной крестьянской семье из горной деревни южного округа Тепелена. Окончил среднюю школу в Саранде. В годы Второй мировой войны примкнул к Коммунистической партии Албании, с 1948 — Албанская партия труда, АПТ и вступил в ряды коммунистической Национально-освободительной армии (НОАА).
Хито Чако отличился в боях с немецкими оккупантами. С мая 1944 — комиссар 5-й бригады, в мае 1945 — командир 1-й дивизии НОАА. После войны был отправлен на учёбу в СССР. Окончил Военную академию им. Фрунзе, Военную академию им. Ворошилова, Военно-морскую академию им. Крылова. Вернувшись в Албанию, Хито Чако служил в военно-морских силах НРА, был политкомиссаром флота, командовал военно-морской авиацией.

## Начальник военного политуправления
В 1960, в ходе очередной репрессивной кампании, был арестован (впоследствии казнён) командующий албанским ВМФ Теме Сейко. На его место исполняющим обязанности Энвер Ходжа назначил Хито Чако. Военно-морским профессионалом Чако не являлся, но осуществлял в ВМФ жёсткий партийно-политический контроль.
Три года спустя Хито Чако был назначен начальником политуправления Албанской народной армии (АНА) и заместителем министра обороны Бекира Балуку. По должности состоял в ЦК АПТ, был депутатом Народного собрания. Неукоснительно проводил сталинистский политико-идеологический курс Энвера Ходжи. С 1962 имел звание генерала и титул Народного героя. Подобно министру Балуку и начальнику генштаба АНА Петриту Думе, Хито Чако был сторонником тесного военно-политического альянса ходжаистской НРА с маоистской КНР.

## Конфликт с партруководством и госбезопасностью
Ещё с 1970 Энвер Ходжа стал подозрительно относиться к военной верхушке. Амбиции генералитета, сгруппированного вокруг Балуку, вызывали опасения партийной элиты. Первый секретарь требовал усилить в армии политический контроль и продвигать новые кадры на командные посты. Он также настороженно относился к союзу с Китаем, опасаясь диктата со стороны Мао Цзэдуна, и не принимал китайских концепций «народной армии и народной войны».
Подозрения Ходжи разжигались со стороны МВД и Сигурими. Карательный аппарат рассматривал военное командование в качестве силового конкурента. Мехмет Шеху, Кадри Хазбиу, Фечор Шеху готовили масштабную чистку в армии.
На пленуме ЦК АПТ в июле 1974 Балуку, Думе и Чако подверглись резкой руководящей критике за «просчёты в военном строительстве». Началась кампания преследований, обвинения в ревизионизме. В отличие от Балуку и Думе, Чако пытался защищаться. Он даже резко спорил лично с Ходжей, указывая на абсурдную несообразность обвинений («значит, все годы вокруг тебя были враги?»), и обвинял в ревизионизме своих противников (не называя, однако, кого-либо конкретно).

## Суд и казнь
16 декабря 1974 четверо генералов АНА — министр обороны Бекир Балуку, начальник генштаба Петрит Думе, заместитель начальника генштаба Рахман Парлаку и начальник политуправления вооружённых сил Хито Чако — были арестованы Сигурими прямо на очередном пленуме ЦК, как «враги партии и народа». Следствие обвинило их в военном заговоре с целью «установления фашистско-ревизионистской диктатуры и реставрации капитализма», в связях с «советскими и югославскими ревизионистами» (ориентация на Китай в обвинении не звучала, но явно подразумевалась; уже потому, что реально имела место).
На процессе Хито Чако признал, что «вмешивался в дела партии, изменял состав партийных комитетов, насаждал в них дух военной бюрократии, и это являлось ревизионистским подходом». Балуку и Парлаку особо отмечали его роль в проведении «ревизионистского курса».
5 ноября 1975 Специальный военный суд под председательством Аранита Чели приговорил Балуку, Думе и Чако к смертной казни, Парлаку — к 25 годам заключения. (Все трое, а также Парлаку, были лишены наград и звания Народный герой.) Через месяц Хито Чако был расстрелян вместе с Балуку и Думе.
Кадри Хазбиу впоследствии свидетельствовал, что Энвер Ходжа проявлял особую ненависть к казнённым генералам и требовал, чтобы «кости предателей никогда не были найдены». Хазбиу лично контролировал засекреченность места захоронения в деревне Хора-Враништ (округ Влёра).

## Семья и память
В 1992, после падения коммунистического режима, Хито Чако был реабилитирован. В 2000 обнаружены и перезахоронены останки казнённых генералов.
Хито Чако был женат, имел троих детей. Под давлением карательных органов после его ареста жена подала на развод. Верность его памяти сохранили братья и сёстры, члены большой семьи.